# 全联盟列宁主义青年共产主义联盟

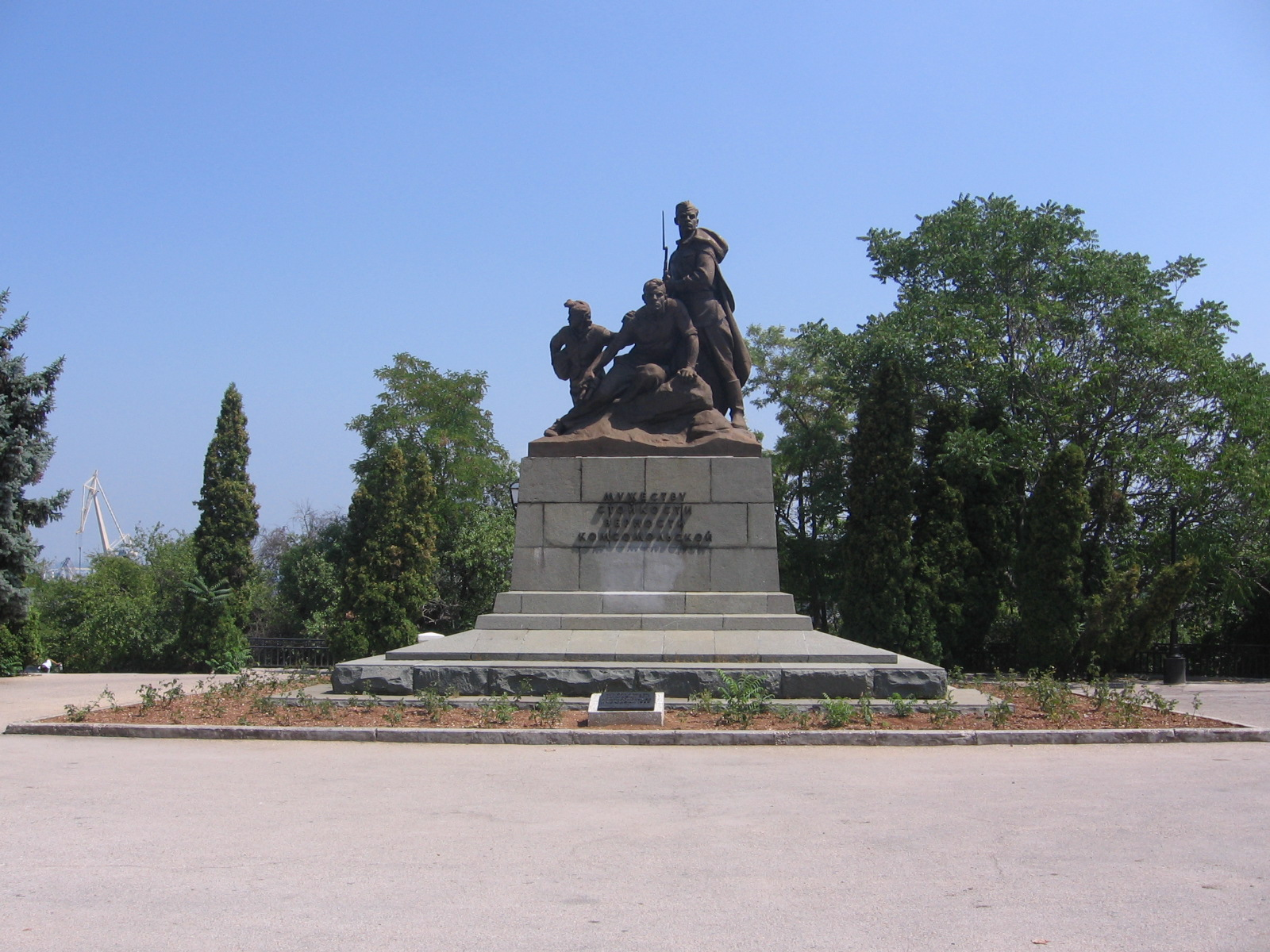
塞瓦斯托波尔为苏联列宁共产主义青年团成员们的勇气，坚定地信念和忠诚所建造的纪念碑

全联盟列宁主义青年共产主义联盟（俄語：（聆听ⓘ）；又译苏联列宁共产主义青年团），簡稱苏联共青团（Комсомол），是蘇聯共產黨的青年翼，成立于1918年10月29日，从1922年开始使用这个名字。

## 宗旨
苏联共青团以传播共产主义思想，培养未来的共产党员为宗旨。军事时期结束后，共青团于1922年确立了新的目标——组织成员参加卫生、体育运动、教育、出版等活动以及各项工业建设。

## 成員
苏联共青团是個青少年的政治组织，由以前参加过俄国革命的各种青年组织合并而成，當中许多组织还参加过国内内战，是苏联共产党的后备军。团员年龄须在14周岁以上，28周岁以下，在团内担任职务的人年龄能够延长。不够14岁的青年可以加入与共青团密切相关的苏联少年先锋队和年龄极小的儿童组成的小十月革命者。
共青團的全盛时期（1970年代和80年代初）成員达到高峰——约有4000万人；俄罗斯差不多有2/3的成年人在年轻时曾经是团员。

## 历史发展

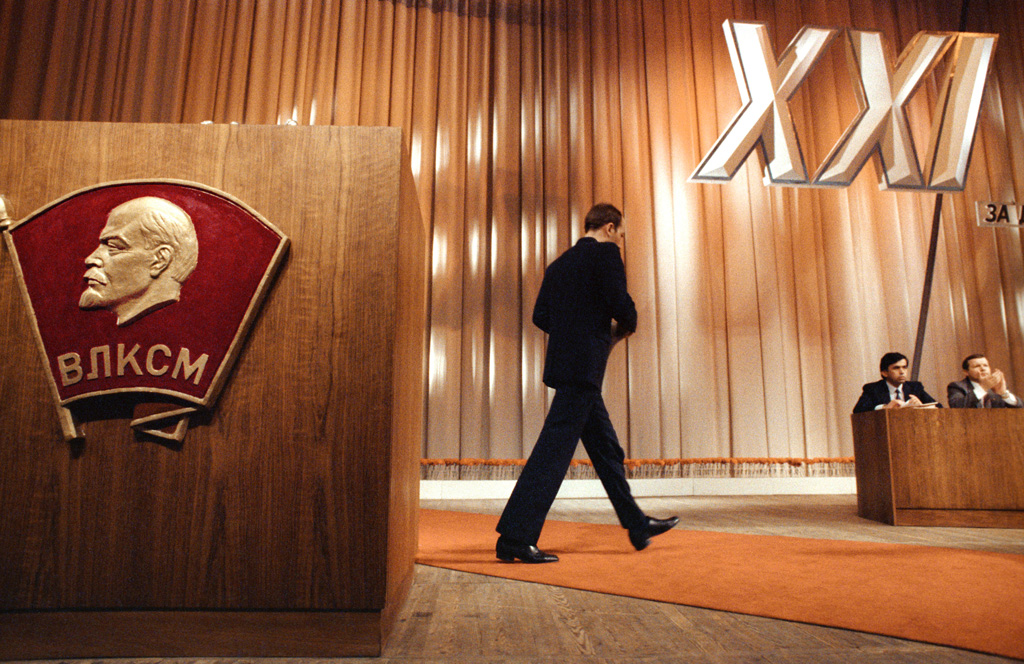
1990年，苏联共青团第二十一次全联盟代表大会

1907年俄国革命期间，尼古拉·布哈林与格里戈里·索科利尼科夫在莫斯科组织了青年会议，该组织被认为是后来共青团的前身。1918年布尔什维克党组织召开了第一次代表大会，尽管他有的组织没有完全一致的成员资格及信仰。到了次年的第二次代表大会，布尔什维克党事实上取得了对所有组织的控制权，并很快正式成立了党的青年后备军。在他刚成立的时候，它的名称为RKSM或RLKSM。
共青团各级基础组织的构成与党的基层组织相当，他們對共产党和苏联几乎没有直接影响，但在向青年人传授苏联共产党的价值观中起到了重要作用，而且还是一个向政治领域输送青年的一个机关。由于这些目的，他是一个劳动和政治活动相结合的高流动性的组织，他于短时间内就在政治上取得了重要地位。积极的成员会得到各种特权以及提升的选择权。在苏联社会中，共青团员在就业、奖学金等方面常常比非团员享受优待。积极参加共青团也被认为是取得共产党员资格的重要条件。苏联共产党前总书记安德罗波夫有一段时间追随列昂尼德·勃列日涅夫，他凭借卡累利阿的苏联列宁共产主义青年团在政治上取得了很大的成就。
在改革的早期阶段，当私营企业刚被谨慎的引入的时候，苏联列宁共产主义青年团被授予了经营开放商业的特权，一边让青年人有一个更好的选择，并特别成立了青年科学及技术中心。同时，许多苏联列宁共产主义青年团的领导人都加入并在俄国局部或国家反垄断委员会担任重要职位。因此，苏联列宁共产主义青年团的许多积极分子都被给予了一个通往经商之路的有利阶梯—米哈伊尔·霍多尔科夫斯基就是一个典型例子。有一句箴言如此说道：「苏联列宁共产主义青年团是资本主义的学校」，暗讽列宁的「共青團是社会主义的学校」。
戈尔巴乔夫的改革，经济改革和开放政策，最终导致苏联列宁共产主义青年团不再为青年的利益服务；苏联列宁共产主义青年团的领导人的品质也不断降低，这些变化连同一些其他的结构性问题，不能再隐藏于新的、更加开放的氛围中。苏联列宁共产主义青年团不再是保守主义，官僚政治的避难所，而且由于政治上的無所作為而被時代拋棄。在激进的苏联列宁共产主义青年团第二十届代表大会上，团的章程被大量修改，以適應經濟體制改革。然而，第二十届代表大会上对团组织所做的改变最终毁了这个组织：组织陷入分裂，失去了明確的長期目標，其成员品质不断降低。随着苏联解体，共产党政权的垮台，苏联共青团亦于1991年自动解散。
《莫斯科共青团员报》、《共青团真理报》等原本是苏联共青团的一部分，也是该组织目前仍倖存的两个下属新闻机构；至今仍都是俄罗斯发行量数一数二的日报。

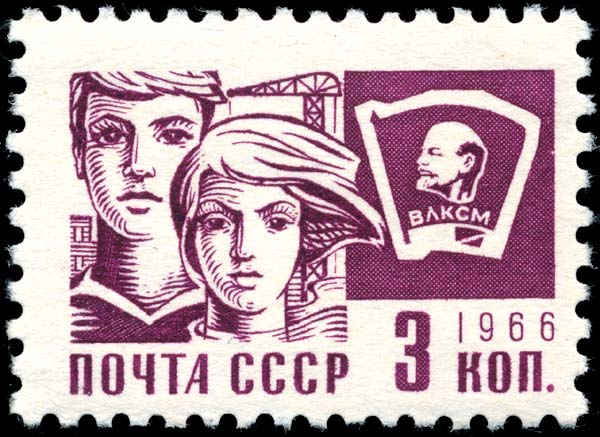
1966年苏联献给苏联列宁共产主义青年团的邮票
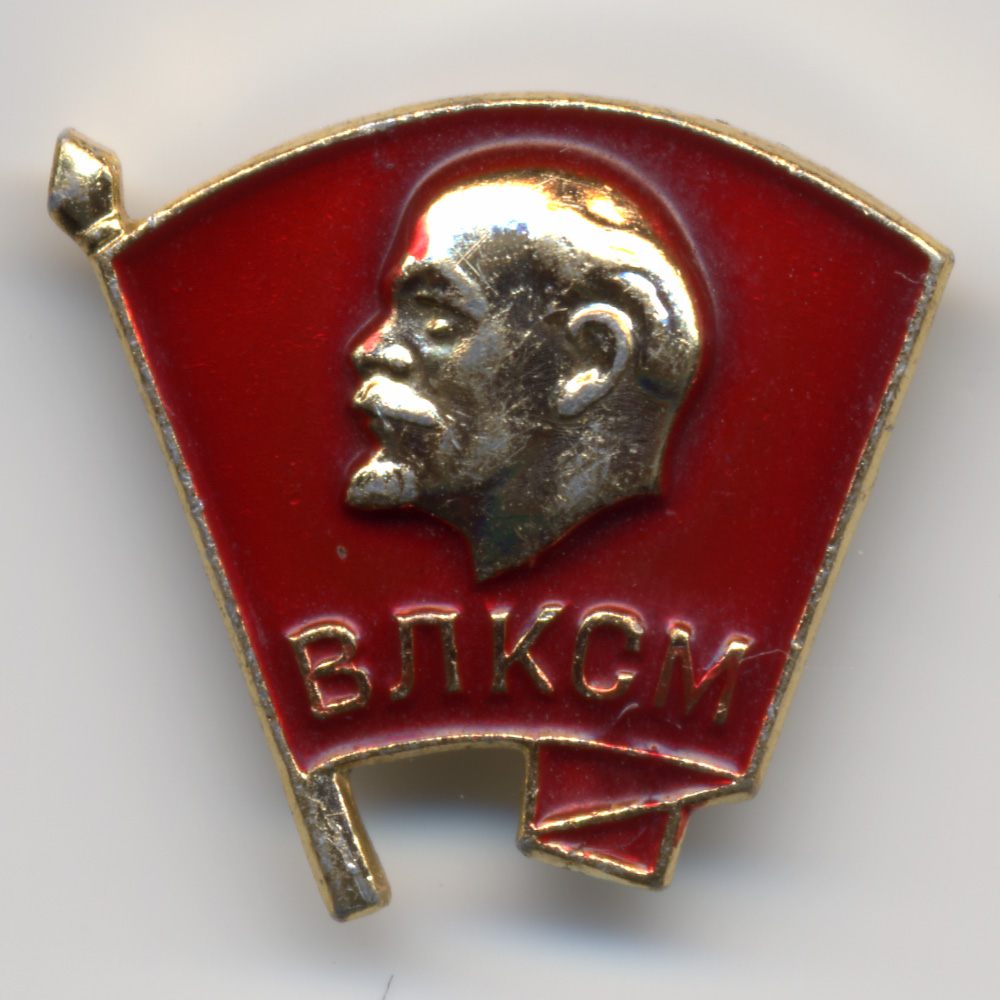
苏联列宁共产主义青年团成员的徽章
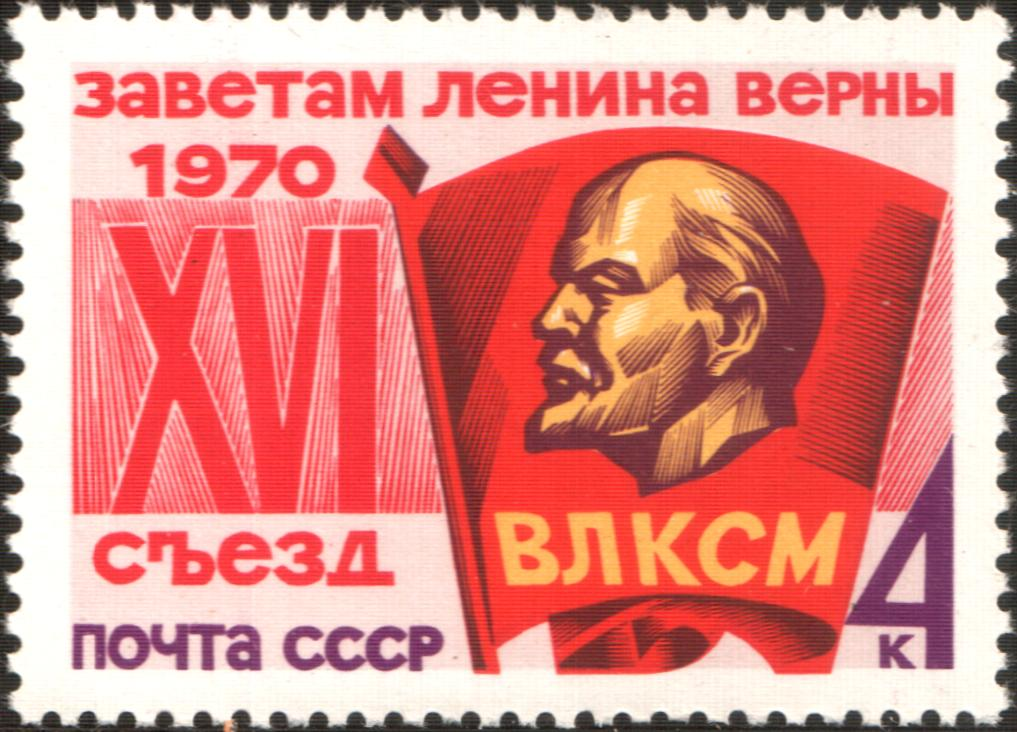
苏联邮票，1970年，CPA 3897。苏联列宁共产主义青年团第16届代表大会

## 荣誉
苏联列宁共产主义青年团被授予了3枚列宁勋章，一枚红旗勋章，一枚劳动红旗勋章，以及一枚十月革命勋章。小行星1283就是以它的名字命名的。
此外位於北極地區北地群島的共青團員島和位於哈巴羅夫斯克邊疆區的阿穆尔河畔共青城都以本團命名。

## 组织的分支机构
- 亚美尼亚苏维埃社会主义共和国：ՀԼԿԵՄ（縮寫）
- 白俄罗斯苏维埃社会主义共和国：
- 爱沙尼亚苏维埃社会主义共和国：Eestimaa Leninlik Kommunistlik Noorsooühing, ELKNÜ
- 卡累利阿-芬兰苏维埃社会主义共和国：
- 拉脱维亚苏维埃社会主义共和国：Latvijas Ļeņina Komunistiskā Jaunatnes Savienība, LĻKJS
- 立陶宛苏维埃社会主义共和国：Lietuvos Lenino komunistinė jaunimo sąjunga, LLKJS
- 摩尔达维亚苏维埃社会主义共和国：UTCLM（縮寫）
- 俄罗斯苏维埃联邦社会主义共和国：
- 乌克兰苏维埃社会主义共和国：